# Papillogobius melanobranchus
Favonigobius melanobranchus là một loài cá thuộc họ Gobiidae. Loài này có ở Mozambique và Nam Phi.